# مورين جورج
مورين جورج (بالإنجليزية: Maureen George)‏ هي لاعب هوكي الحقل زيمبابوية، ولدت في 1 سبتمبر 1955 في بولاوايو في زيمبابوي.

## وصلات خارجية
- مورين جورج على موقع الاتحاد الدولي للهوكي (الإنجليزية)
- مورين جورج على موقع أوليمبيديا (الإنجليزية)